# Josef Schiller
Josef Schiller (Ringelsheim, 16 de junio de 1877 - 30 de octubre de 1960) fue un micólogo, algólogo, briólogo, botánico, y explorador científico suizo, y destacado hidrobiólogo.

## Biografía
Estudió historia natural en la Universidad de Viena, obteniendo su doctorado en 1905. Posteriormente fue asistente en la estación zoológica en Trieste (1905-1910), donde desarrolló una experiencia que implicaba algas bentónicos y fitoplancton.
A partir de 1918 trabajó como profesor de hidrobiología botánica en la Universidad de Viena, y en 1927 se convirtió en profesor asociado en el tema antes mencionado.
Científico visitante en estaciones marinas en Helgoland, Ragusa, Spalato y Rovigno d'Istria, dando clases en hidrobiología botánica.
Más adelante en su carrera, se llevó a cabo la investigación en el campo de la apicultura, siendo conocido por sus estudios sobre diferencias fisiológicas entre abejas en verano y en invierno. De 1938 a 1947, estuvo a cargo del organismo de investigación de enfermedades infecciosas de las abejas en la Universidad de Medicina Veterinaria de Viena.

## Algunas publicaciones
- "Vorläufige Ergebnisse der Phytoplankton-Untersuchungen auf den Fahrten S. M. S. "Najade" in der Adriatic 1911/12. I. Die Coccolithophoriden", 1913.
- "Österreichische Adriaforschung: Bericht Über Die Allgemeinen Biologischen Verhältnisse Der Flora Des Adriatischen Meeres", 1914.
- "Die planktonischen Vegetationen des adriatischen Meeres", 1926.
- "Dinoflagellatae": Dr. L. Rabenhorst's Kryptogamen-Flora von Deutschland, Österreich und der Schweiz, v. 2, 1933.
- "Flagellatae: Dinoflagellatae in monographischer Behandlung, Parts 2-3", 1937.
- "Untersuchungen an den planktischen Protophyten des Neusiedler Sees 1950-1954".[4][5]

## Eponimia de algas
Géneros
- Schilleriella,
- Schillerochloris,
- Schilleriomonas.[2]

Especies
- Entodictyon schilleri Victor Félix Schiffner (1862-1944).[6]